# Passerelle La Belle Liégeoise
De Passerelle La Belle Liégeoise is een Belgische hangbrug over de Maas in het stadscentrum van Luik. De brug uit 2016 voor voetgangers en fietsers verbindt de wijk van het vernieuwde station Luik-Guillemins met het Parc de la Boverie in de wijk Outremeuse. Voorafgaand aan de naamkeuze voor Passerelle La Belle Liégeoise werd de voetbrug dikwijls aangeduid als Guillemins-Boverie.
De 294 meter lange brug heeft een langste overspanning van 163 meter. De brug met een kostprijs van ruim 6,5 miljoen euro werd ingehuldigd op 2 mei 2016.